# Стафан Брун
Стафан Феликс Брун (на фински: Staffan Bruun) е популярен финландски журналист и писател, автор на бестселъри в жанровете трилър и сатиричен трилър.

## Биография и творчество
Роден е на 8 ноември 1955 г. в Хелзинки, Финландия. Племенник е на Патрик Брун (1920 – 2007), професор по история в Академия „Обо“. Завършва гимназия през 1974 г. Учи журналистика в Шведския университет на социалните науки от 1975 г. до 1977 г.
След завършването си работи като репортер към телевизията в периода 1977 – 1978 г. и към „Fagersta Posten“ през 1978 – 1979 г. От 1980 г. е журналист и главен редактор на най-разпространения финландско-шведски вестник „Хювудстадсбладет“, в който има репутацията на дързък и язвителен автор. Бил е кореспондент във Финландия на шведския вестник „Aftonbladet“ в периода 1980 – 1995 г. От 1997 г. е кореспондент на шведския вестник „Expressen“. През 2009 г. е удостоен с наградата „Topeliusvägen“ за журналистически постижения.
От 1989 г. Стафан Брун заедно с Стефан Лундберг стартира сатиричната съботна радио-програма „Честна рамка“. До 1995 г. тя се излъчва по „Radio One“, а след това на „Radio Vega“.
Първата книга на Брун „Givakt! Fru minister“ от 1990 г. е документално представяне на Елизабет Рен, първата в света жена министър на отбраната.
В периода 1994 – 1996 г. заедно с Стефан Лундберг пише за телевизионния сериал „Ще гледам звездите“. През 2003 г. в съавторство с Мат Ломбака е автор на популярния криминален телевизионен минисериал „Operation Stella Polaris“.
Брун е считан за един от асовете на криминалния жанр сред представителите на своето поколение. Произведенията му са много популярни и изненадващо пророчески. Те се характеризират със своята социална критика и ирония към политиката, политиците и монополите, а героите на романите му често са с реални прототипи в обществото.
Стафан Брун живее в Хелзинки и през лятото отива на Аландските острови. Той женен и баща на три деца. Обича да гледа футбол и дори е бил треньор на футболен отбор в периода 1990 – 1992 г.

## Произведения

### Серия „Детективи“ (Deckare)
1. Club Domina (1992)
2. Svit 740 (1993)
3. Kannibalen (1994)
4. Ayatollan (1995)
5. Rubelcasinot (1996)
6. Kinesisk rulett (2002)
7. Pizza al-Qaida (2004)
8. Fällan i Brunnsparken (2005)
9. Sibirisk cocktail (2006)
10. Struggling Love (2008)
Struggling Love: Бърт Кобат и тайният запис на „Бийтълс“, изд.: ИК „Колибри“, София (2012), прев. Росица Цветанова
11. Tenorens dotter (2012)

### Самостоятелни романи
- Fest på barrikaderna (2001)

### Сатира
в съавторство със Стефан Лундберг за радио програмата „Open Front“
- Oförskämt (2003)
- Tänker högt (2004)
- Bakfram (2005)
- Näsan i blöt (2006)
- Ut ur skåpet (2007)
- Tala är guld (2008)
- Tjockare än någonsin (2009)
- Utskrattade (2010)

### Документалистика
- Givakt! Fru minister (1990)
- Boken om Nokia (1999) – в съавторство с Мос Уолън
- Evig Soldat (2007) – репортажи от войните със снимки на Ханс Пол